# Вилчеле (комуна, Ковасна)
Вилчеле (рум. Vâlcele) — комуна у повіті Ковасна в Румунії. До складу комуни входять такі села (дані про населення за 2002 рік):
- Арач (1750 осіб)
- Аріушд (514 осіб)
- Вилчеле (1153 особи) — адміністративний центр комуни
- Хетя (281 особа)

Комуна розташована на відстані 160 км на північ від Бухареста, 8 км на захід від Сфинту-Георге, 22 км на північ від Брашова.

## Населення
За даними перепису населення 2002 року у комуні проживали 3698 осіб.
Національний склад населення комуни:
| Національність   | Кількість осіб | Відсоток |
| ---------------- | -------------- | -------- |
| цигани           | 1778           | 48,1%    |
| румуни           | 1357           | 36,7%    |
| угорці           | 552            | 14,9%    |
| німці            | 8              | 0,2%     |
| росіяни-липовани | 1              | < 0,1%   |
| греки            | 1              | < 0,1%   |
| чанго            | 1              | < 0,1%   |

Рідною мовою назвали:
| Мова      | Кількість осіб | Відсоток |
| --------- | -------------- | -------- |
| румунська | 3126           | 84,5%    |
| угорська  | 564            | 15,3%    |
| німецька  | 5              | 0,1%     |
| циганська | 2              | 0,1%     |
| грецька   | 1              | < 0,1%   |

Склад населення комуни за віросповіданням:
| Релігія                                       | Кількість осіб | Відсоток |
| --------------------------------------------- | -------------- | -------- |
| православні                                   | 2414           | 65,3%    |
| п'ятдесятники                                 | 555            | 15,0%    |
| реформати                                     | 460            | 12,4%    |
| адвентисти                                    | 92             | 2,5%     |
| римо-католики                                 | 69             | 1,9%     |
| не релігійні                                  | 50             | 1,4%     |
| старообрядці                                  | 13             | 0,4%     |
| бретрени                                      | 12             | 0,3%     |
| унітарії                                      | 11             | 0,3%     |
| лютерани (Синодально-пресвітеріанська церква) | 3              | 0,1%     |
| лютерани (Аугсбурзького сповідання)           | 2              | 0,1%     |
| греко-католики                                | 1              | < 0,1%   |
| не вказали релігію                            | 1              | < 0,1%   |

## Зовнішні посилання
- Дані про комуну Вилчеле на сайті Ghidul Primăriilor [Архівовано 4 серпня 2009 у Wayback Machine.]